# 2015年世界男子冰球錦標賽
2015年世界男子冰球錦標賽是第79屆国际冰球联合会賽事。各隊伍參加不同級別的比賽。這個比賽也是2016年比賽的資格賽。

## 錦標賽
最終結果